# Ulisse Martinelli
Ulisse Martinelli (Viadana, 31 ottobre 1839 – ...) è stato un patriota italiano, partecipò alla Spedizione dei Mille di Garibaldi.